# Большегордино
Большегордино — упразднённая в 2006 году деревня в Аскинском районе Республики Башкортостан Российской Федерации. Входила на момент упразднения в состав Бурминского сельсовета.

## География
Протекают реки Тюй и Леун.

## История
Упразднена Законом Республики Башкортостан от 29.12.2006 N 404-з «О внесении изменений в административно-территориальное устройство Республики Башкортостан в связи с объединением, упразднением, изменением статуса населённых пунктов и переносом административных центров» (ст.1, п. 3).

## Карта
Лист карты O-40-138. Масштаб: 1 : 100 000. Состояние местности на 1982 год. Издание 1984 г.